# Рацево
Рацево (пол. Racewo) — село в Польщі, у гміні Сідра Сокульського повіту Підляського воєводства.
Населення — 277 осіб (2011).
У 1975-1998 роках село належало до Білостоцького воєводства.

## Демографія
Демографічна структура станом на 31 березня 2011 року:
|          | Загалом | Допрацездатний вік | Працездатний вік | Постпрацездатний вік |
| -------- | ------- | ------------------ | ---------------- | -------------------- |
| Чоловіки | 144     | 41                 | 85               | 18                   |
| Жінки    | 133     | 32                 | 64               | 37                   |
| Разом    | 277     | 73                 | 149              | 55                   |